# Mirage2005
『Mirage2005』は、日本のハードロックバンドaphasiaのミニアルバム。2005年10月発売。発売元はStella Music。

## 概要
- aphasiaの2005年発表のミニアルバム。
- キングレコードを離れて最初の作品。
- 1stフルアルバム『Mirage on the ice』から5曲を新たに録音し直し、インストゥルメンタル曲を1曲追加した。

## 収録曲
1. Destination
（作詞：luka,goe  作曲：goe）
2. Aftergrow
（作詞：luka  作曲：jun）
3. 狂オシク咲く花
（作詞：luka  作曲：luka,goe,jun）
4. ESCAPE (Instrumental)
（作曲：Maya）
  - インスト。
5. Black Shadow
（作詞：luka  作曲：goe）
6. 明日へ吹く風
（作詞：luka  作曲：luka）

## 参加ミュージシャン
- 流風（luka） - ボーカル
- goe - ギター
- jun - ドラム

（Additional Musician）
- Saki - ベース
- Maya - キーボード